# Gran Premio de los Países Bajos de Motociclismo de 1959
El Gran Premio de los Países Bajos de Motociclismo de 1959 fue la cuarta prueba de la temporada 1959 del Campeonato Mundial de Motociclismo. El Gran Premio se disputó el 27 de junio de 1959 en el Circuito de Assen.
La carrera de 350cc no se celebró en Assen. En lugar del clásico 350, se llevó a cabo una carrera de lo que se llamó ese año Fórmula 1, abierta solo a modelos con un mínimo de 25 unidades producidas (razón por la cual los MV Agusta que eran prototipos no podían participar). Se hizo una carrera de 20 vueltas y ganó Bob Brown en un Norton.

## Resultados 500cc
John Surtees tuvo el mejor comienzo con diferencia y sus oponentes solo lo volvieron a ver al final. Bob Brown cruzó la línea de meta casi dos minutos después, pero logró mantener Remo Venturi detrás de él. Eso fue así porque Brown había usado la "carrera de Fórmula 1" como entrenamiento adicional. Con cuatro victorias en cuatro carreras, Surtees se aseguraba el título mundial de 500cc.
| Pos.    | Piloto             | Equipo    | Tiempo/Retirado | Puntos |
| ------- | ------------------ | --------- | --------------- | ------ |
| 1       | John Surtees       | MV Agusta | 1:31"20'2       | 8      |
| 2       | Bob Brown          | Norton    | +1"52'4         | 6      |
| 3       | Remo Venturi       | MV Agusta | +2"52'7         | 4      |
| 4       | Dickie Dale        | BMW       | +3"16'7         | 3      |
| 5       | Jim Redman         | Norton    | +1 ronde        | 2      |
| 6       | Ron Miles          | Norton    | +1 Vuelta       | 1      |
| 7       | Hans-Günther Jäger | BMW       | +2 Vueltas      |        |
| 8       | Anton Elbersen     | BMW       | +3 Vueltas      |        |
| 9       | Geoff Tanner       | Norton    | +4 vueltas      |        |
| Ret     | Ken Kavanagh       | Norton    | Ret             |        |
| Ret     | Tom Phillis        | Norton    | Ret             |        |
| Ret     | Ernst Hiller       | BMW       | Ret             |        |
| Ret     | Bob Anderson       | Norton    | Ret             |        |
| Ret     | Derek Minter       | Norton    | Ret             |        |
| Ret     | Frank Perris       | Norton    | Ret             |        |
| Ret     | Alfredo Milani     | Gilera    | Ret             |        |
| Ret     | John Hempleman     | Norton    | Ret             |        |
| Ret     | Gary Hocking       | Norton    | Ret             |        |
| Ret     | Paddy Driver       | Norton    | Ret             |        |
| Fuente: |                    |           |                 |        |

## Resultados 250cc
En el cuarto de litro, Tarquinio Provini y Carlo Ubbiali parecían alternar victorias en la clase de 250cc. Esta vez fue el turno de ganar de Provini, solo una décima de segundo de ventaja sobre Ubbiali. Derek Minter terminó tercero con la Moto Morini 250 GP.
| Pos. | Piloto            | Moto       | Tiempo/Retirado | Puntos |
| ---- | ----------------- | ---------- | --------------- | ------ |
| 1    | Tarquinio Provini | MV Agusta  | 59"47'4         | 8      |
| 2    | Carlo Ubbiali     | MV Agusta  | +0'1            | 6      |
| 3    | Derek Minter      | Morini     | +9'9            | 4      |
| 4    | Mike Hailwood     | Mondial    | +15'0           | 3      |
| 5    | Horst Fügner      | MZ         | +1"32'8         | 2      |
| 6    | Ernst Degner      | MZ         | +1"33'2         | 1      |
| 7    | Luigi Taveri      | MZ         | +2"32'0         |        |
| 8    | Werner Musiol     | MZ         | +1 Vuelta       |        |
| 9    | František Šťastný | Jawa       | +1 Vuelta       |        |
| 10   | Horst Kassner     | NSU        | +1 Vuelta       |        |
| 11   | Rudi Thalhammer   | NSU        | +1 Vuelta       |        |
| 12   | Jiří Koštír       | ČZ         | +1 Vuelta       |        |
| 13   | Karl Holthaus     | NSU        | +1 Vuelta       |        |
| 14   | Arthur Wheeler    | Moto Guzzi | +1 Vuelta       |        |
| 15   | Siegfried Lohmann | Adler      | +1 Vuelta       |        |

## Resultados 125cc
Carlo Ubbiali ganó la carrera de 125cc en Assen con solo un segundo y medio por delante de Bruno Spaggiari con su Ducati 125 Trialbero. Como Tarquinio Provini no puntuó, Ubbiali asumió el liderazgo en la clasificación de la Copa del Mundo.
| Pos. | Piloto            | Moto      | Tiempo/Retirado | Puntos |
| ---- | ----------------- | --------- | --------------- | ------ |
| 1    | Carlo Ubbiali     | MV Agusta | 52"25'2         | 8      |
| 2    | Bruno Spaggiari   | Ducati    | +1'4            | 6      |
| 3    | Mike Hailwood     | Ducati    | +28'1           | 4      |
| 4    | Horst Fügner      | MZ        | +1"21'0         | 3      |
| 5    | Derek Minter      | MZ        | +1"24'9         | 2      |
| 6    | Ken Kavanagh      | Ducati    | +3"18'6         | 1      |
| 7    | Alberto Pagani    | Ducati    | +1 Vuelta       |        |
| 8    | Karl Kronmüller   | Ducati    | +1 Vuelta       |        |
| 9    | Lennart Hedlund   | Ducati    | +1 Vuelta       |        |
| 10   | Rolf Amfaldern    | Mondial   | +1 Vuelta       |        |
| 11   | Bill Webster      | MV Agusta | +1 Vuelta       |        |
| 12   | Tarquinio Provini | MV Agusta | +2 Vueltas      |        |
| 13   | Henk van Marle    | Ducati    | +2 Vueltas      |        |
| Ret  | Luigi Taveri      | MZ        | Ret             |        |
| Ret  | Werner Musiol     | MZ        | Ret             |        |
| Ret  | Ernst Degner      | MZ        | Ret             |        |